# Without You (Mariah Carey)
Without You è un singolo di Mariah Carey, prodotto da Walter Afanasieff e cover dell'omonima canzone dei Badfinger, portata al successo dalla cover di Harry Nilsson. Pubblicato come terzo singolo estratto dall'album Music Box, negli Stati Uniti il singolo fu pubblicato il 24 gennaio 1994, nove giorni dopo la morte di Nilsson, avvenuta il 15 gennaio. Il singolo fu promosso come doppio A-side insieme a Never Forget You.
Without You raggiunse la posizione numero tre della Billboard Hot 100, rimanendo nella top 40 per ventuno settimane ed ottenne il disco d'oro. Al di fuori degli Stati Uniti Without You rimane il singolo di maggior successo della Carey subito dopo la hit All I Want for Christmas Is You. Fu il primo numero uno della cantautrice nel Regno Unito, dove rimase per quattro settimane.

## Video musicale
Il video musicale, diretto da Larry Jordan, è un montaggio del materiale registrato dal concerto tenuto nel 1993 al Proctor Theatre, che era divenuto uno speciale televisivo, ed in seguito pubblicato per l'home video con il titolo Here Is Mariah Carey.

## Tracce
1. Without You – 3:34
2. Never Forget You – 3:45
3. Dreamlover (Live) – 4:09

## Andamento nellaBillboard Hot 100
| Posizione | 53 | 35 | 12 | 7 | 6 | 4 | 4 | 3 | 3 | 3 | 3 | 3 | 3 | 4 | 5 | 9 | 11 | 14 | 20 | 29 | 36 | 39 | 46 |

## Classifiche
| Classifica (1994)                 | Posizione più alta |
| --------------------------------- | ------------------ |
| Argentina                         | 1                  |
| Australia                         | 3                  |
| Austria                           | 1                  |
| Belgio                            | 1                  |
| Canada                            | 2                  |
| Danimarca                         | 1                  |
| Paesi Bassi                       | 1                  |
| Europa                            | 1                  |
| Finlandia                         | 1                  |
| Francia                           | 1                  |
| Germania                          | 1                  |
| Irlanda                           | 1                  |
| Italia                            | 1                  |
| Israele                           | 1                  |
| Indonesia                         | 1                  |
| Nuova Zelanda                     | 1                  |
| Norvegia                          | 1                  |
| Svezia                            | 1                  |
| Svizzera                          | 1                  |
| Singapore                         | 1                  |
| Polonia                           | 1                  |
| Regno Unito                       | 1                  |
| U.S. Billboard Hot 100            | 3                  |
| U.S. Billboard Top 40 Mainstream  | 1                  |
| U.S. Billboard Adult Contemporary | 4                  |
| U.S. ARC Weekly Top 40            | 1                  |